# Francisco Trelles
Francisco Trelles fue un comerciante y marino que tuvo un papel destacado en la reconquista y defensa de Buenos Aires durante las Invasiones Inglesas al Río de la Plata. 

## Biografía
Francisco Fernández Trelles nació en Trelles, Principado de Asturias, en 1778. Joven aún pasó al Río de la Plata con su tío Manuel Fernández Trelles, capitán mercante con larga actividad en la carrera entre España y América. Habiendo hecho escala en la ciudad de Buenos Aires, capital del Virreinato del Río de la Plata, enfermó gravemente y su tío debió partir, dejándolo al cuidado de una respetable familia porteña.
Tiempo después, Francisco Trelles, apellido que adoptó suprimiendo el de Fernández, se dedicó al comercio marítimo y para los años del siglo XIX era capitán de la balandra Nuestra Señora de la Concepción, con la que comerciaba con Río de Janeiro caña, arroz, café, cera, pabilo, añil, dulces, mandioca, etc.
Al ser ocupada la ciudad de Buenos Aires por la primera expedición británica en 1806, el capitán de marina mercante Francisco Trelles pasó a Montevideo pero cruzó nuevamente y se sumó a las fuerzas que reunía en la campaña Juan Martín de Pueyrredón haciéndose cargo de la escasa artillería de la resistencia, dos pedreros de a 2 traídos de los fortines de la frontera.
En la mañana del 1 de agosto, casi simultáneamente con los británicos, arribaron al campamento desde Buenos Aires cuatro viejas carronadas, al mando de Miguel Esquiaga y Pedro Miguel Anzóategui, que fueron rápidamente montadas en cureñas de mar utilizando osamentas como cuñas.
Pueyrredón ordenó a Trelles concentrar sus unidades en batería en el centro de su dispositivo, delante de una línea de tunales que limitaba el casco de la chacra, protegido por un pequeño grupo de infantes mal armados al mando del cabo Manuel Palomino, unos 24 hombres en total.
A las 7 de la mañana se inició el Combate de Perdriel: "los de Perdriel enarbolaron la divisa blanca y encarnada de los conjurados de Buenos Aires y a los gritos de ¡Santiago! ¡Cierra España! ¡Mueran los herejes! rompieron el fuego de artillería".
La infantería británica avanzó cubierta por los disparos de artillería, que provocaron la huida de muchos milicianos incluyendo los que defendían la artillería. Solo quedó defendiendo su cañón el cabo Miguel Shennón de origen alemán y fe católica, quien había desertado de los británicos.
Con Pueyrredón, Francisco Mariano de Orma, José Bernaldes, Cornelio Zelaya y Miguel Mejía Mármol se trasladaron a Colonia del Sacramento en uno de los botes del pescador Rolón para informar a Santiago de Liniers sobre los sucesos de Perdriel.
De regreso en la campaña bonaerense, días después participó de la reconquista de su ciudad adoptiva. Por sus acciones, el 22 de diciembre de 1806 el Cabildo de Buenos Aires le otorgó un escudo de oro que debía llevar en su brazo izquierdo. Trelles actuó también heroicamente en la defensa de Buenos Aires contra la segunda invasión inglesa al Río de la Plata en 1807.
Finalizada la lucha, Francisco Trelles solicitó ser nombrado comandante de resguardo en Lima, como recompensa de sus servicios en la Reconquista, pero permaneció en Buenos Aires. 
Al retirarse los ingleses de la Banda Oriental según los términos de la capitulación, Trelles trasladó a Buenos Aires en la balandra Copiango la imprenta utilizada por los británicos para la impresión del periódico Southern Star (Estrella del Sur) la que pasó a operar en la Real Imprenta de los Niños Expósitos.
Adhirió a la Revolución de Mayo de 1810. En enero de 1812 arrendó a la Junta Grande por 480 reales mensuales una balandra de su propiedad para tareas auxiliares de la escuadra patriota que intentaba poner en operaciones el diputado Francisco Gurruchaga.
En 1815 casó con la porteña María Andrea Laprida con quien tuvo al menos dos hijos, los eruditos Rafael Trelles (1815-1880) y Manuel Ricardo Trelles (1821-1893), padre a su vez del ingeniero Francisco Trelles.
Al iniciarse la Guerra del Brasil Trelles actuó como armador de corsarios (por ejemplo el Congreso), fiador (La Constante) o poniendo al servicio del estado contrata mediante buques para tareas logísticas (bergantín María de Gracia, etc.). Murió en 1858.